# Acerentomon giganteum
Acerentomon giganteum är en urinsektsart som beskrevs av Bruno Condé 1944. Acerentomon giganteum ingår i släktet Acerentomon och familjen lönntrevfotingar. Inga underarter finns listade i Catalogue of Life.